# Полевая Речица
Полевая Речица (бел. Палява́я Рэ́чыца) — деревня в Жабинковском районе Брестской области Беларуси. Входит в состав Степанковского сельсовета.

## География
Деревня расположена в 40 км к северо-востоку от Бреста, на границе Жабинковского и Каменецкого районов. Через деревню пролегает дорога Н-162, рядом трасса Р-85.
Ближайшие населённые пункты Кукольчицы, Осинки Каменецкого района.

## История
С 1904 года в Житинской волости Брестского уезда Гродненской губернии Российской империи.
С 4 января по 31 марта 1965 года деревня входила в состав Кривлянского сельсовета.

## Население

### Численность
- 2019 год — 12 жителей

### Динамика
- 1904 год — 282 жителей[3]
- 1999 год — 51 жителей (перепись населения)
- 2009 год — 26 жителей (перепись населения)[3]
- 2019 год — 12 жителей (перепись населения)

## Улицы
- Центральная

## Инфраструктура
- Питомник растений

## Достопримечательность
- Братская могила[6] —  Историко-культурная ценность Республики Беларусь, шифр 113Д000244.